# New York Rock
Albums de Yoko Ono
Walking on Thin Ice
(1992) Rising
(1996)
New York Rock est une comédie musicale de Yoko Ono. Il s'agit de l'histoire de sa vie avec John Lennon. La comédie musicale contient des chansons de Yoko Ono ainsi que de nouvelles pistes dont Warzone et Where Do We Go from Here, qui ont été retravaillé pour être ajoutée dans l'album Rising.